# CLOSET
『CLOSET』（クローゼット）は、神山羊のメジャー1作目のスタジオ・アルバム。2022年4月27日にソニー・ミュージックアソシエイテッドレコーズから発売された。

## 背景とリリース
前作『ゆめみるこども』より約3年ぶりのリリースとなり、フルアルバムのリリースは初となる。
収録曲の内、「セブンティーン」は3月9日に先行配信された。
メジャーデビュー以降にリリースされた「群青」「色香水」、配信限定リリースされた「Laundry」「Girl.」「仮面」、前述の先行配信曲「セブンティーン」に加え、インディーズ時代にリリースしていた「YELLOW」「青い棘」「CUT」の再レコーディングバージョンなど全13曲が収録されている。
初回限定盤には全36ページからなるフォトブックが付属する。
| 形態       | 規格         | 規格品番     |
| ---------- | ------------ | ------------ |
| 初回限定盤 | CD+PHOTOBOOK | AICL-4224～5 |
| 通常盤     | CD           | AICL-4226    |

## 収録曲
| 全作詞・作曲: 神山羊。 |                            |        |            |      |
| #                      | タイトル                   | 作詞   | 作曲・編曲 | 編曲 |
| 1.                     | 「YELLOW - CLOSET ver. -」 | 神山羊 | 神山羊     |      |
| 2.                     | 「セブンティーン」         | 神山羊 | 神山羊     |      |
| 3.                     | 「色香水」                 | 神山羊 | 神山羊     |      |
| 4.                     | 「Girl.」                  | 神山羊 | 神山羊     |      |
| 5.                     | 「青い棘 - CLOSET ver. -」 | 神山羊 | 神山羊     |      |
| 6.                     | 「煙」                     | 神山羊 | 神山羊     |      |
| 7.                     | 「O (until death) YOU」    | 神山羊 | 神山羊     |      |
| 8.                     | 「群青」                   | 神山羊 | 神山羊     |      |
| 9.                     | 「仮面」                   | 神山羊 | 神山羊     |      |
| 10.                    | 「CUT - CLOSET ver. -」    | 神山羊 | 神山羊     |      |
| 11.                    | 「SHELTER」                | 神山羊 | 神山羊     |      |
| 12.                    | 「Laundry」                | 神山羊 | 神山羊     |      |
| 13.                    | 「CLOSET」                 | 神山羊 | 神山羊     |      |

## タイアップ
群青
テレビアニメ『空挺ドラゴンズ』オープニングテーマ
色香水
テレビアニメ『ホリミヤ』オープニングテーマ
仮面
TELASAオリジナルドラマ『僕らが殺した、最愛のキミ』主題歌